# Jovan Harris
Jovan Harris (Richmond, California, 20 de febrero de 1981) es un exbaloncestista mexicano-estadounidense. Fue miembro de la selección de baloncesto de México, con la que conquistó la medalla de plata en los Juegos Panamericanos de 2011 y la medalla de oro en el Campeonato FIBA Américas de 2013.

## Trayectoria
Harris fue becado por el Saint Mary's College de California en 1999. Jugó dos temporadas para los Gaels, antes de transferirse a la Universidad de San Francisco, donde -tras un año de inactividad forzosa por las reglas de la NCAA- jugó sus últimas dos temporadas como miembro de los Dons. En sus cuatro años en el circuito universitario de baloncesto estadounidense disputó 112 partidos, en los que promedió 8,5 puntos, 2,7 rebotes y 1,7 asistencias por encuentro. 
Sus primeras experiencias como profesional fueron en equipos de ligas menores estadounidenses como la IBL, la ABA y la CBA. Hizo su debut en el baloncesto profesional mexicano jugando la temporada 2007 del CIMEBA para los Lechugueros de León.
Volvió a los Estados Unidos donde fue contratado por el Bakersfield Jam para disputar la temporada 2007-08 de la NBA Development League, pasando en febrero de 2008 al Iowa Energy. Luego de ello se presentó al Draft de la NBA Development League de 2008 (que fue un draft de expansión), resultando elegido en la cuarta ronda por el Bakersfield Jam.
A partir del verano de 2009, Harris se instalaría en México, iniciando una prolongada carrera en el baloncesto profesional de ese país, disputando tanto la LNBP, el CIBACOPA y la LPB. En abril de 2012 se anunció su incorporación a los Piratas de Quebradillas para jugar en la temporada 2012 del BSN de Puerto Rico, pero finalmente no jugó en esa liga.
Desde su etapa universitaria, Harris compitió en diversas ocasiones en el San Francisco Bay Area Pro-Am, una liga de verano en la que participan jugadores de la NBA.

## Selección nacional
Siendo hijo de una mujer de nacionalidad mexicana, Harris resultó elegible para jugar en la selección de baloncesto de México. Formó parte del equipo que conquistó la medalla de plata en el torneo de baloncesto varonil de los Juegos Panamericanos de 2011 y el título de campeón en el Campeonato FIBA Américas de 2013.

## Vida personal
Es hermano del baloncestista Franco Harris.